# Microregione di São José do Rio Preto
São José do Rio Preto è una microregione dello Stato di San Paolo in Brasile, appartenente alla mesoregione di São José do Rio Preto.

## Comuni
Comprende 29 comuni:
- Adolfo
- Altair
- Bady Bassitt
- Bálsamo
- Cedral
- Guapiaçu
- Guaraci
- Ibirá
- Icém
- Ipiguá
- Jaci
- José Bonifácio
- Mendonça
- Mirassol
- Mirassolândia
- Nova Aliança
- Nova Granada
- Olímpia
- Onda Verde
- Orindiúva
- Palestina
- Paulo de Faria
- Planalto
- Potirendaba
- São José do Rio Preto
- Tanabi
- Ubarana
- Uchoa
- Zacarias